# 熊梦静
熊梦静（XIONG Mengjing，1994年2月26日—），中国女子羽毛球运动员。

## 簡歷
2013年10月，熊梦静與杜芃合作打進荷蘭羽毛球大獎賽女雙準決賽，以0比2（12-21、19-21）不敵印尼组合出局。

## 主要比賽成績
只列出曾進入準決賽的國際賽事成績：
| 年份   | 賽事                     | 公開賽級別 | 項目     | 拍檔   | 成績   |
| ------ | ------------------------ | ---------- | -------- | ------ | ------ |
| 2012年 | 亞洲青年羽毛球錦標賽     | 其他       | 混合團體 | －     | 銀牌   |
| 2013年 | 荷蘭羽毛球大獎賽         | 大獎賽     | 女子雙打 | 杜芃   | 準決賽 |
| 2014年 | 中國羽毛球國際挑戰賽     | 國際挑戰賽 | 女子雙打 | 区冬妮 | 亞軍   |
| 2014年 | 馬來西亞羽毛球黃金大獎賽 | 黃金大獎賽 | 女子雙打 | 区冬妮 | 亞軍   |

| 2007-2017年 | 首要超級賽 | 超級賽 | 黃金大獎賽 | 大獎賽 | 國際挑戰賽 | 國際系列賽 | 未來系列賽 | 其他 |

| 2018-2026年 | 總決賽 | 超級1000賽 | 超級750賽 | 超級500賽 | 超級300賽 | 超級100賽 | 國際挑戰賽 | 國際系列賽 | 未來系列賽 | 其他 |